# 1357
1357 је била проста година.

## Догађаји
- Википедија:Непознат датум — Миром у Бервику завршени Шкотски ратови за независност